# Болєщук Володимир Михайлович
Володи́мир Миха́йлович Болєщу́к (нар. 17 грудня 1974, м. Тернопіль) — український економіст, політик, військовик, громадський діяч. Депутат Тернопільської обласної ради п'ятьох скликань (2002, 2006, 2009, 2015, 2020), перший заступник голови Тернопільської обласної ради з 25 листопада 2020 року, виконувач обов'язків голови Тернопільської обласної ради з 26 жовтня 2023 до 30 грудня 2024 року. Один з координаторів громадського руху «Зарваницька ініціатива» на Тернопільщині. Рядовий батальйону ПСМОП «Тернопіль» під час проведення АТО.

## Життєпис

### Освіта
У 1982—1992 навчався в ЗОШ № 25 і № 23 м. Тернополя.
У 1992—1996 — навчання на факультеті економіки та управління в Тернопільській академії народного господарства (нині Тернопільський національний економічний університет) за спеціальністю «Економіка підприємств».
У 1997—1998 — слухач магістратури цього ж вишу (диплом магістра державного управління).

### Трудова діяльність

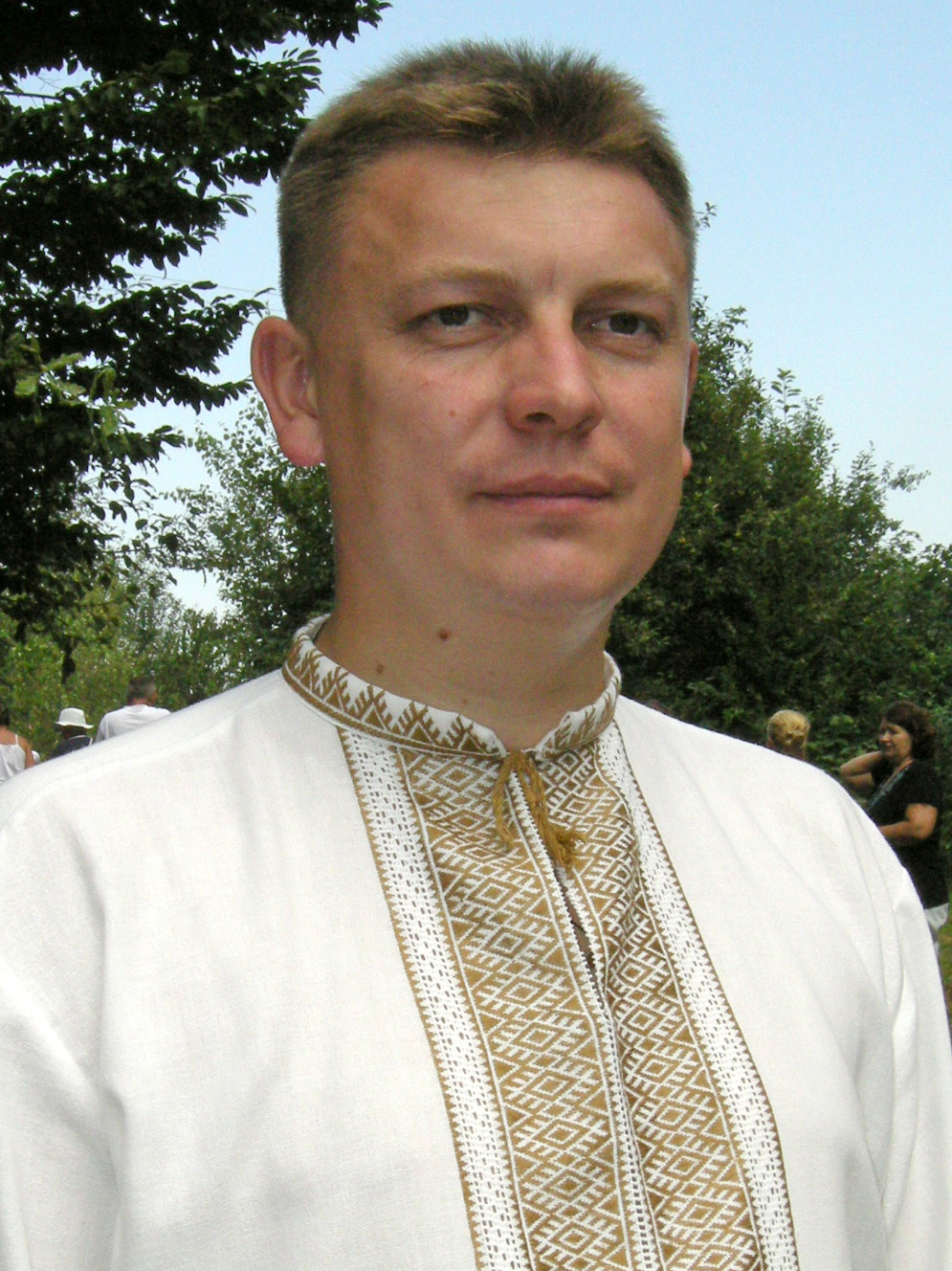
Володимир Болєщук на фестивалі «Дзвони Лемківщини» (2010)

У 1996—2004 — головний спеціаліст відділу субсидій Тернопільської РДА, радник голови Тернопільської районної ради, начальник фонду комунального майна в Тернопільському районі.
У 2004—2005 — помічник-консультант народного депутата України Ярослава Джоджика.
У 2005—2010 — голова Тернопільської районної державної адміністрації.
У 2010 — начальник головного управління з питань сім'ї, молоді, спорту і туризму, начальник управління туризму Тернопільської ОДА. У лютому 2011 звільнився з державної служби за власним бажанням.
У 2011—2012 — начальник управління житлово-комунального господарства, благоустрою та екології Тернопільської міської ради.
У 2013—2015 — заступник гендиректора корпорації «Агропродсервіс» із соціально-економічних питань.
У серпні 2014 спільно з Самообороною Майдану як волонтер їздив на схід з допомогою.

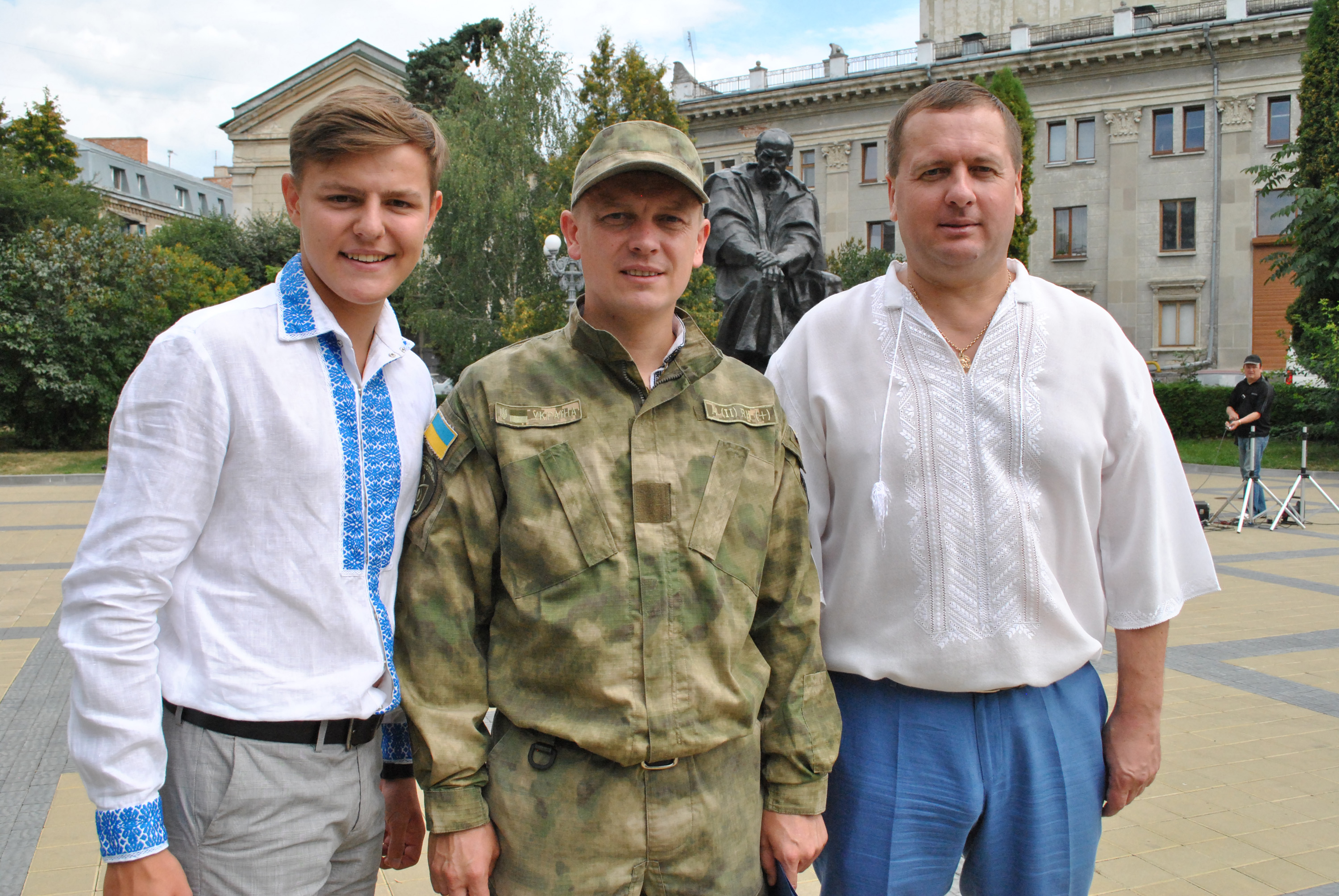
Володимир Болєщук із сином Іваном-Ростиславом (зліва) та головою Тернопільської обласної ради Василем Хомінцем

У березні 2015 року пішов добровольцем у батальйон ПСМОП «Тернопіль», який дислокується в Лисичанську Луганської області.
У 2016—2020 — фізична особа — підприємець.
З 25 листопада 2020 року — перший заступник голови Тернопільської обласної ради.
З 26 жовтня 2023 року — виконувач обов'язків голови Тернопільської обласної ради.

### Політична діяльність
Від 2001 до березня 2015 року — член Української народної партії. У 2006—2015 — член Центрального проводу УНП, у 2013—2015 — голова Тернопільської обласної організації УНП.
Депутат Тернопільської обласної ради п'ятьох скликань (2002, 2006, 2009, 2015, 2020).
З 2020 по 2023 рік — голова Тернопільської обласної організації політичної партії "За майбутнє".
Кандидат по одномандатному виборчому округу № 165 (м. Зборів) на виборах до Верховної Ради України 2012 року, висунутий Українською народною партією. На момент висування — начальник управління житлово-комунального господарства, благоустрою та екології Тернопільської міської ради.
З 26 жовтня 2023 до 30 грудня 2024 року — виконувач обов'язків голови Тернопільської обласної ради.

### Громадська діяльність
Член редакційної колегії 3-томного енциклопедичного видання «Тернопільщина. Історія міст і сіл».
Один з координаторів громадського руху «Зарваницька ініціатива». Ініціатор перевидання праці Митрополита Андрея Шептицького «Як будувати рідну хату».

### Сім'я
Одружений, має двох повнолітніх дітей: сина Івана-Ростислава, дочку Соломію.

## Відзнаки
- лауреат конкурсу «Людина року» (Тернопільщина, 2009)[2]
- орден «За заслуги» III ступеня[3]
- грамота Верховної Ради України «За заслуги перед українським народом»